# John Deere 3020
Le John Deere 3020 est un tracteur agricole produit par la firme John Deere.
Il est fabriqué dans l'usine américaine du groupe à Waterloo (Iowa) de 1963 à 1972. Son moteur développe une puissance maximale de 75 ch DIN à 2 400 tr/min.

## Historique
Depuis 1923 et la commercialisation du modèle D, John Deere fabrique des tracteurs équipés de moteurs bicylindres horizontaux. Cette technologie et d'autres caractéristiques comme un embrayage manuel deviennent dépassées après la Seconde Guerre mondiale. John Deere persiste pourtant, le responsable du bureau d'études semblant très attaché à cette architecture de moteurs. Ce n'est que le 30 août 1960 que la firme présente ses premiers modèles de technologie moderne et équipés de moteurs multi-cylindres verticaux, les 3010, 4010 et 5010 ; ces engins sont remplacés trois ans plus tard par les 3020, 4020 et 5020. La ligne de ces tracteurs et des suivants est dessinée par le styliste Henry Dreyfuss.
Il est produit à Waterloo (Iowa) à plus de 80 000 exemplaires, toutes versions confondues, entre 1963 et 1972.

## Caractéristiques

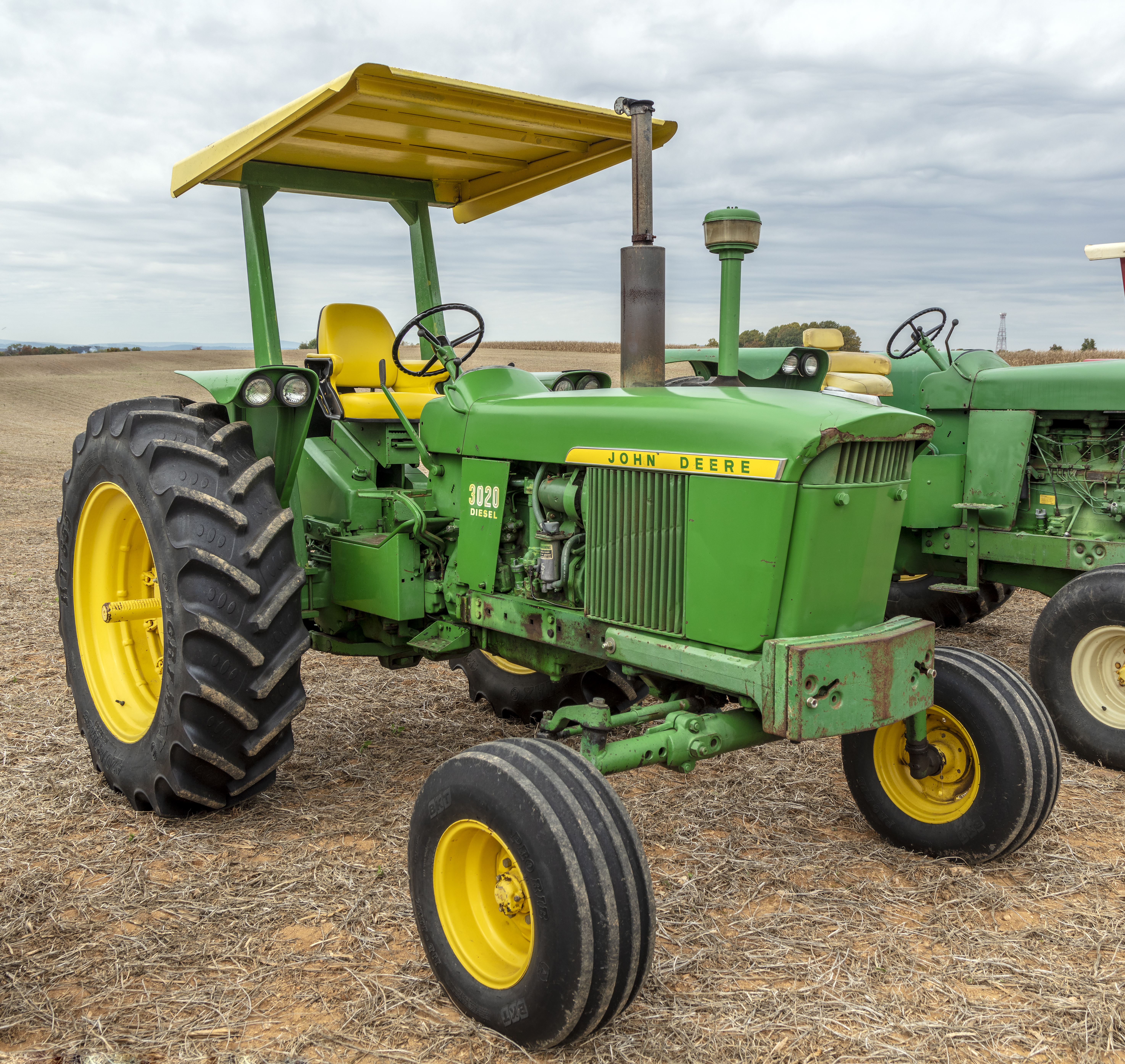
John Deere 3020.

Le John Deere 3020 est équipé d'un moteur à quatre cylindres en ligne à quatre temps, d'une cylindrée totale de 4 425 cm3. Refroidi par eau, il développe une puissance maximale de 75 ch DIN au régime de 2 400 tr/min. Pour faciliter les démarrages par temps très froid, un dispositif injecte de l'éther dans la tubulure d'admission.
Deux types de transmission sont disponibles : une transmission Powershift à huit rapports avant et quatre rapports arrière de série ou une boîte de vitesses manuelle entièrement synchronisée à huit rapports avant et deux rapports arrière en option. Dans le premier cas, le frein de parking est intégré à la commande de la boîte, et il est impossible d'engager une vitesse si le frein de parking est enclenché. Il est équipé d'une prise de force arrière indépendante à deux régimes, 540  et   1 000 tr/min. Les exemplaires produits en 1963 ont la particularité d'avoir toutes leurs commandes groupées de part et d'autre du volant, y compris celles du relevage et du distributeur hydraulique. Par la suite, ces dernières sont disposées, de manière plus classique, à droite du siège du conducteur.
Toutes les commandes (freinage, direction, enclenchement de la prise de force, etc.) sont hydrauliques. Ce recours au « tout hydraulique » procure au tracteur une souplesse de conduite jusque là inconnue mais inquiète dans un premier temps la clientèle qui doute de la fiabilité du tracteur et de la compétence des réparateurs en cas de panne ; le 3020 se révèle pourtant, à l'usage, d'une grande fiabilité.
L'essieu avant peut être à largeur réglable ou à roues jumelées (« Row-Crop ») pour l'utilisation dans les cultures en ligne. Une version avec une garde au sol plus importante (« Hi-Crop ») est également proposée pour les cultures hautes (canne à sucre, coton, maïs). Un 3020 en version « Orchard » (verger) est également proposé à la clientèle ; il dispose d'un carénage enveloppant partiellement le poste de pilotage et les roues arrière pour leur éviter d'accrocher les branches basses des arbres. Contrairement au 4020, le John Deere 3020 n'est jamais produit en version à quatre roues motrices.
Le principal reproche fait en Europe à ce tracteur et à tous les modèles John Deere fabriqués aux États-Unis jusque dans les années 1980 est la faiblesse du relevage hydraulique. En Amérique, au contraire de l'Europe, les tracteurs sont surtout utilisés pour atteler des outils traînés et un relevage puissant n'est pas impératif.